# Cahir
Cahir (iriska: An Chathair eller Cathair Dún Iascaigh) är en småstad i grevskapet Tipperary på Irland. Staden är mest känd för Cahir Castle som nästan ligger i stadens centrum och byggnaden Swiss Cottage. Den är belägen vid floden Suir. Tätorten (settlement) Cahir hade 3 593 invånare vid folkräkningen 2016.